# Plongeon aux Jeux olympiques d'été de 2012 – Tremplin à 3 mètres synchronisé femmes
Navigation
Pékin 2008 Rio de Janeiro 2016
L'épreuve du tremplin à 3 mètres synchronisé femmes des Jeux olympiques d'été de 2012 a lieu le 29 juillet au London Aquatics Centre.

## Médaillées
| Or                    | Argent                                   | Bronze                              |
| Chine He Zi Wu Minxia | États-Unis Kelci Bryant Abigail Johnston | Canada Jennifer Abel Émilie Heymans |

## Qualification
Pour cette épreuve, les qualifiés sont les trois premières équipes de cette épreuve lors des championnats du monde 2011, les quatre premières équipes de cette épreuve lors de la coupe du monde 2012 et le pays hôte (la Grande-Bretagne). Chaque nation qualifiée a le droit d'inscrire une seule équipe.

## Format de la compétition
L'épreuve a lieu en une finale unique avec huit équipes participantes qui font chacune cinq plongeons. Un tirage au sort est fait à l'avance pour décider de l'ordre dans lequel les équipes exécuteront les plongeons. Un panel de 11 juges évalue chaque plongeon en donnant une note sur 10. À la fin de l'épreuve, l'équipe avec le meilleur score gagne.

## Résultats
| Rang               | Pays                                            | Plongeons | Plongeons | Plongeons | Plongeons | Plongeons | Total  |
| Rang               | Pays                                            | 1         | 2         | 3         | 4         | 5         | Total  |
| ------------------ | ----------------------------------------------- | --------- | --------- | --------- | --------- | --------- | ------ |
| Médaille d'or      | Chine He Zi Wu Minxia                           | 54.00     | 52.80     | 79.20     | 80.10     | 80.10     | 346.20 |
| Médaille d'argent  | États-Unis Kelci Bryant Abigail Johnston        | 52.80     | 52.20     | 74.70     | 70.20     | 72.00     | 321.90 |
| Médaille de bronze | Canada Jennifer Abel Émilie Heymans             | 53.40     | 47.40     | 72.90     | 74.70     | 68.40     | 316.80 |
| 4                  | Italie Tania Cagnotto Francesca Dallapé         | 52.20     | 52.20     | 74.70     | 63.90     | 71.10     | 314.10 |
| 5                  | Australie Sharleen Stratton Anabelle Smith      | 49.20     | 49.20     | 70.20     | 69.75     | 66.60     | 304.95 |
| 6                  | Ukraine Olena Fedorova Hanna Pysmenska          | 49.20     | 48.00     | 63.00     | 72.90     | 69.30     | 302.40 |
| 7                  | Grande-Bretagne Alicia Blagg Rebecca Gallantree | 49.80     | 52.20     | 56.70     | 72.00     | 54.90     | 285.60 |
| 8                  | Malaisie Cheong Jun Hoong Pamg Pandelela Rinong | 46.20     | 47.40     | 54.00     | 71.10     | 64.80     | 283.50 |